# Веселе (Олександрівська селищна громада)
Весе́ле — село в Україні, в Олександрівській селищній громаді Кропивницького району Кіровоградської області. Населення становить 321 особа. Колишній центр Веселівська сільська рада.

## Географія
Межує з селами Івангород, Польове, Гайове, Олександрівка, Бірки. До центру селищної громади — 5 км.
У селі бере початок річка Користівка.

## Населення
За переписом населення України 2001 року в селі мешкали 322 особи.

### Мова
Розподіл населення за рідною мовою за даними перепису 2001 року:
| Мова       | Відсоток |
| ---------- | -------- |
| українська | 97,20 %  |
| російська  | 1,56 %   |
| вірменська | 0,93 %   |
| білоруська | 0,31 %   |

## Історія
Раніше село було маєтком Раєвських, після революції було Івангородським радгоспом. З липня 1994 року стало самостійним селом. В села велика історія, але більшість відомостей загублено, оскільки майже всі роди які раніше жили в Веселому викорінилися з цієї місцевості.

## Культура та дозвілля
В селі є Будинок Культури, директор Носова Ірина Степанівна.
В селі є Спортивне Об'єднання «Pervak PRODUKTION» яке займається розвитком спорту, а саме футболу в сільській місцевості, об'єднання має два футбольних клуба, це ФК Первак та ФК Первак U 15.